# Peter Kinder

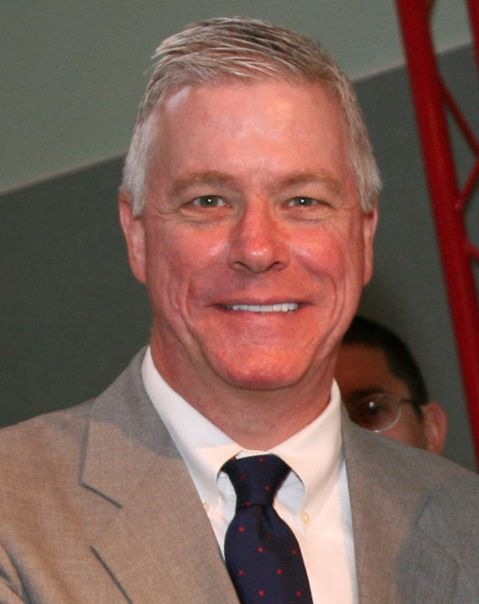
Peter Kinder (2007)

Peter D. Kinder (* 12. Mai 1954 in Cape Girardeau, Missouri) ist ein US-amerikanischer Politiker. Von 2005 bis 2017 war er Vizegouverneur des Bundesstaates Missouri. Im Januar 2017 schied er aus diesem Amt aus.

## Werdegang
Peter Kinder besuchte die öffentlichen Schulen seiner Heimat und studierte danach an der Southeast Missouri State University sowie der University of Missouri in Columbia. Nach einem anschließenden Jurastudium an der St. Mary’s University School of Law in San Antonio (Texas) wurde er 1980 als Rechtsanwalt zugelassen. Politisch schloss er sich der Republikanischen Partei an. Zwischen 1980 und 1983 gehörte er zum Stab des Kongressabgeordneten Bill Emerson. Danach arbeitete er in Missouri als Anwalt für die Firma Drury Industries. Außerdem war er an der Zeitung Southeast Missourian beteiligt, in der er wöchentliche Artikel veröffentlichte. Zwischen 1993 und 2005 saß er im Senat von Missouri. Seit 2001 war er als President Pro Tempore geschäftsführender Vorsitzender dieses Gremiums.
Im Jahr 2004 wurde Kinder an der Seite von Matt Blunt zum Vizegouverneur von Missouri gewählt. Dieses Amt bekleidete er nach zwei Wiederwahlen in den Jahren 2008 und 2012 bis 2017. Dabei war er Stellvertreter des Gouverneurs und formaler Vorsitzender des Staatssenats. Ab 2009 dient er unter dem demokratischen Gouverneur Jay Nixon. Dies ergab sich dadurch, da Missouri zu den 18 Bundesstaaten gehört, in denen Gouverneur und Vizegouverneur nicht gemeinsam, sondern getrennt gewählt werden. Im Jahr 2016 bewarb er sich erfolglos um die Nominierung seiner Partei für das Amt des Gouverneurs seines Staates. Im Januar 2017 endete daher seine Zeit als Vizegouverneur.
Zwischenzeitlich geriet er zwei Mal in die Schlagzeilen. Zum einen ging es um eine frühere Bekanntschaft mit einer Nachtclubtänzerin und zum anderen um zu hohe Hotelkostenabrechnungen, die er aber zurückzahlte.